# 阿图尔·帕尔蒂卡
阿图尔·帕尔蒂卡（波蘭語：Artur Partyka，1969年7月25日—），波兰男子田径运动员。他曾代表波兰参加1988年、1992年和1996年夏季奥林匹克运动会田径比赛，获得一枚银牌和一枚铜牌。